# فرانك إيزبل
فرانك إيزبل (بالإنجليزية: Frank Isbell)‏ هو لاعب كرة قاعدة أمريكي، ولد في 21 أغسطس 1875 في ديلافان في الولايات المتحدة، وتوفي في 15 يوليو 1941 في ويتشيتا في الولايات المتحدة.

## وصلات خارجية
- فرانك إيزبل على موقعبيزبول رفرنس.كوم (الدوري الرئيسي) (الإنجليزية)
- فرانك إيزبل على موقعبيزبول رفرنس.كوم (الدوري الثانوي) (الإنجليزية)
- فرانك إيزبل على موقع جمعية أبحاث البيسبول الأمريكية (الإنجليزية)